# Shocker (luchador)
Shocker es el nombre artístico de José Jairzinho Soria Reyna (Guadalajara, Jalisco, México, 12 de septiembre de 1971) es un luchador profesional mexicano. Shocker también ha trabajado en México para el Consejo Mundial de Lucha Libre (CMLL), la IWRG y AAA, en Estados Unidos para la TNA, en Puerto Rico para la IWA y en Japón para la NJPW. Actualmente inactivo en la lucha libre, tiene su propio canal de Youtube, donde cuenta con 130 mil suscriptores. 

## Carrera

### Consejo Mundial de Lucha Libre (1995-2005)

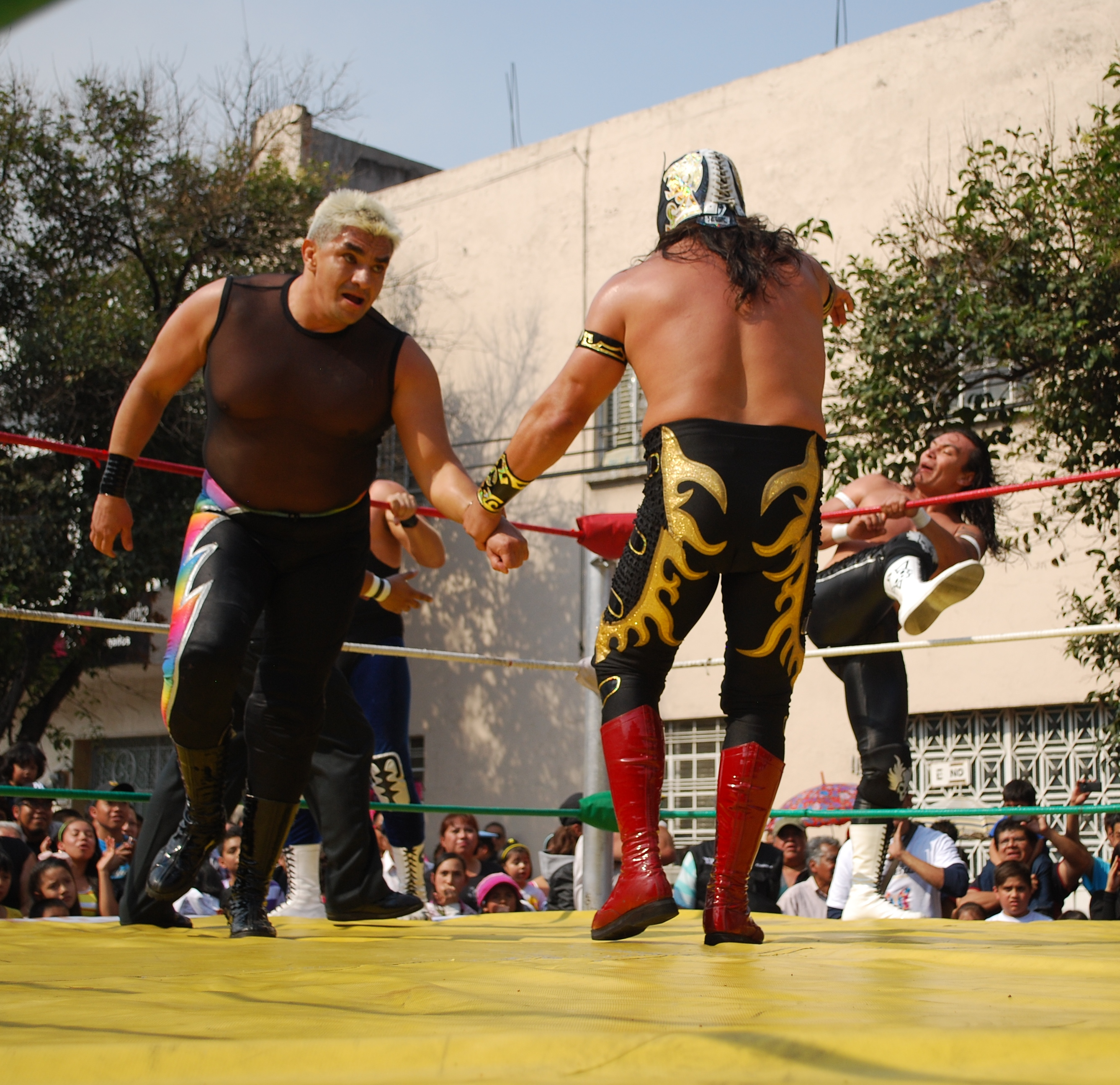
Shocker con Último Guerrero en un evento comunitario en Colonia Obrera, Ciudad de México patrocinado por la Fundación Expresa

Shocker primero se hizo un nombre por sí mismo en el Consejo Mundial de Lucha Libre (CMLL) y tuvo su primer impulso, cuando ganó el torneo de Gran Alternativa junto con su socio, Silver King, en 1995. Culminó el año al derrotar al veterano Kahoz por su máscara. El impulso continuó cuando ganó el campeonato de la NWA por primera vez cuando derrotó a Guerrero Negro por el título en 1997. En 1998, él y  Mr. Niebla ganaron el CMLL campeonato mundial de parejas, pero fueron despojados por una lesión de Niebla. En 1999, Shocker realmente recogió cuando se volvió rudo y tuvo un feudo con Mr. Niebla. El feudo culminó en una lucha en el sexto aniversario del CMLL Mostrar en el escándalo y Mr. Niebla luchado juntos en un encuentro de Parejas Suicidas contra otro par de socios enfrentados, Atlantis y Villano III. Las reglas eran que los miembros del equipo que perdió frente a frente en una máscara vs máscara de una lucha. Shocker y Niebla perdieron la lucha y Shocker perdió su máscara. Después de perder su máscara fue empujado aún más, aprovechando su buena apariencia y tomando el apodo de "1000% Guapo".
Se unió a Bestia Salvaje y Scorpio Jr. en Los Guapos 2000, pero más tarde tuvo un enfrentamiento con los veteranos y tuvo un feudo contra Rudo vs Rudo junto con socios como Los Capos y Satánico. Continuó luchando en peleas contra el Rudo vs Rudo, siendo la más notable contra el grupo que con el tiempo se convertiría en Los Guerreros del Infierno. En 2003, comenzó su propia versión de Los Guapos, con frecuentes socio Máscara Mágica y El Terrible y peleó con el grupo original Guapos de Bestia Salvaje, Scorpio Jr. y Carlos Emilio, hijo que ahora la lucha libre como Los talibanes ". La disputa alcanzó su punto máximo con un partido de seis hombre jaula donde Terrible tomó el pelo Bestia Salvaje en agosto. En 2004, fue un escándalo a tiempo completo haciendo equipo con LA Park y los campeones CMLL World Tag Team de Último Guerrero y Rey Bucanero. En junio de ese año, El Terrible se separó de Los Guapos y ganó el pelo de Máscara Mágica. sustitución Terrible, Alan Stone, no cumplió con las expectativas y Los Guapos terminó con eficacia. Para la mayor parte del verano, se unió con Perro Aguayo, Jr. y Negro Casas en un feudo contra Pierroth Jr., Vampiro Canadiense y Tarzán Boy. Después de la pelea terminó en una jaula de acero partido en el Perro Aguayo, Jr. derrotó a Negro Casas, por su pelo, Shocker tenía un programa con El Terrible con la especulación de una lucha de pelo vs pelo en el show de fin de año, pero la pelea no tuvo fuera como se esperaba y el partido fue reemplazado por Pierroth y Vampiro vs Cien Caras y Máscara Año 2000. En 2005, comenzó el año y ganar la "copa Junior", un trofeo para los luchadores de segunda generación con una final de ventaja sobre otro rostro popular, el Dr. Wagner, Jr.. CMLL no se acumulan en él, sin embargo, y Shocker se utilizó contra los tríos diferentes regulares como La Furia del Norte y Los Guerreros del Infierno.

### Total Nonstop Action Wrestling (2005-2006)
En abril, se unió a la Total Nonstop Action, aparentemente en sustitución de Héctor Garza, que vio bloqueada la entrada de la compañía tras los problemas de esteroides. Rápidamente y sin éxito desafió a Christopher Daniels por su TNA X Division Championship. En 2006, el escándalo fue nombrado capitán del equipo de México en el 2006 TNA World X Cup Tournament, pero no consiguieron ganar el torneo.

### Asistencia Asesoría y Administración (2005-2006)
Mientras continúa el trabajo en TNA, saltó de CMLL, que había estado con diez años, por su rival CMLL Administración de Asistencia y Asesoría (AAA) con el Vampiro y varios otros luchadores. En AAA, empezó un feudo con Abismo Negro y Cibernético con un ángulo de la participación Cibernético atacar a su padre. Después de guardar su pelo en un partido de cuatro vías jaula contra Cibernético, Chessman y Latin Lover, Shocker se volvió rudo de nuevo y tuvo un feudo con el veterano Sangre Chicana con Shocker alegando que él era el verdadero Amo de escándalo, que fue el apodo chicana. Los dos se enfrentaron en un partido vs pelo en El Toreo de Cuatro Caminos en Naucalpan, Estado de México en las últimas mostrar el resultado de la AAA del año con Shocker ganar la lucha.

### Retorno al CMLL (2007-2022)
Shocker abandonó el barco de Asistencia Asesoría y Administración de vuelta a Consejo Mundial de Lucha Libre de nuevo en 2007. Ese mismo año, se asoció con el Perro Aguayo Jr. y Héctor Garza, en un intento fallido de ganar el vacante campeonato mundial CMLL tríos de Último Guerrero, Tarzan Boy y Atlantis en la Ciudad de México el 29 de septiembre de 2006. A principios de 2007, entró en un torneo de campeonato para el campeonato júnior de peso pesado vacante NWA internacionales y perdió ante Hirooki Ir a la final del torneo en la Ciudad de México el 4 de marzo. Él y el Dr. Wagner Jr. perdió ante Perro Aguayo, Jr. y Héctor Garza en un combate por el vacante campeonato mundial Academia Mundial por equipos en Tijuana el 31 de enero de 2008.
Shocker ha derrotado a varios luchadores de Luchas de Apuestas (partidos de apuesta), incluyendo Máscara Año 2000, Tarzán Boy, Vampiro Canadiense, Halloween, Kenzo Suzuki, Marco Corleone, Emilio Charles Jr., Bestia Salvaje, Mazada, Nosawa, Sangre Chicana, Rey Bucanero y Black warrior.
El 14 de diciembre de 2010, Shocker derrotó a El Texano Jr. para ganar la luz del mundo de NWA campeonato de peso pesado, ahora conocido como el campeonato mundial NWA de peso semipesado histórico, por tercera vez. Sin embargo, sólo cinco días después, sufrió un desgarro de menisco en la rodilla que requirió cirugía y podría dejar de lado lo de 12 a 16 semanas.
El 30 de enero de 2022, Shocker dejó el CMLL por segunda ocasión después de 15 años.

## Vida privada
Shocker ha sufrido de alcoholismo y adicción a diferentes drogas por muchos años, lo que le ha causado problemas en sus relaciones amorosas. Además, confesó que el promotor, Víctor Quiñones, abusó de él por dinero y oportunidades en el extranjero.
Sus adiciones lo han llevado a ser anexado en un par de ocasiones y de vivir varios escándalos públicos, hasta el día de hoy Shocker sigue luchando contra las adicciones.

## ¿Quién mató a Shocker?
Desde inicios del 2020 Shocker comenzó las grabaciones del documental ¿Quién mató a Shocker? el cual hace un retrato de sus últimos años como luchador. El documental terminó sus grabaciones en 2023 y en 2024 tuvo su primer estreno en festivales nacionales e internacionales. 

## Campeonatos y logros
- Arena Pista
  - Torneo Arena Pista Revolución New Wave (1994)

- Comisión de Box y Lucha de Guadalajara
  - Campeonato de Peso Semicompleto de Occidente (1 vez)
  - Campeonato de Tríos de Occidente (1 vez) — con ídolo I y León Dorado

- Consejo Mundial de Lucha Libre
  - NWA World Light Heavyweight Championship (2 veces)
  - Campeonato Mundial Histórico de Peso Semicompleto de la NWA (1 vez)
  - Campeonato Mundial de Peso Semicompleto del CMLL (1 vez)
  - Campeonato Mundial en Parejas del CMLL (3 veces) — con Mr. Niebla (1 vez), con L. A. Park (1 vez), con Negro Casas (1 vez)
  - Copa Arena México (2001)
  - La Copa Júnior (2005)
  - Copa Revolución Mexicana (2011)
  - Torneo Gran Alternativa (1995)

- International Wrestling Revolution Group
  - Copa High Power (1998) — con Mr. Niebla, El Pantera, El Solar, Star Boy y Mike Segura

- Pro Wrestling Illustrated
  - Situado en el N°268 en los PWI 500 de 1998
  - Situado en el N°127 en los PWI 500 de 1999
  - Situado en el N°35 en los PWI 500 de 2000
  - Situado en el N°16 en los PWI 500 de 2002
  - Situado en el N°27 en los PWI 500 de 2003
  - Situado en el N°68 en los PWI 500 de 2004
  - Situado en el N°52 en los PWI 500 de 2005
  - Situado en el N°70 en los PWI 500 de 2006
  - Situado en el N°129 en los PWI 500 de 2007
  - Situado en el N°263 en los PWI 500 de 2008
  - Situado en el N°283 en los PWI 500 de 2009
  - Situado en el N°246 en los PWI 500 de 2010
  - Situado en el N°348 en los PWI 500 de 2014
  - Situado en el N°285 en los PWI 500 de 2015
  - Situado en el N°375 en los PWI 500 de 2018

## Luchas de apuestas
| Apuesta   | Ganador                  | Perdedor                      | Lugar            | Fecha |
| --------- | ------------------------ | ----------------------------- | ---------------- | ----- |
| Máscara   | Shocker                  | Valentín Mayo                 | Jalisco          | 1994  |
| Máscara   | Shocker                  | Caín el Guerrero              | Jalisco          | 1994  |
| Máscara   | Shocker                  | Kahoz                         | Distrito Federal | 1995  |
| Máscara   | Shocker                  | Rey Bucanero                  | Distrito Federal | 1999  |
| Máscara   | Mr. Niebla               | Shocker                       | Distrito Federal | 1999  |
| Cabellera | Shocker                  | Rambo                         | Sonora           | 2000  |
| Cabellera | Shocker                  | Emilio Charles Jr.            | Distrito Federal | 2001  |
| Cabellera | Shocker & Máscara Mágica | Takemura & Masada             | Distrito Federal | 2002  |
| Cabellera | Shocker                  | Vampiro                       | Distrito Federal | 2003  |
| Cabellera | Shocker                  | Máscara Año 2000              | Puebla           | 2003  |
| Cabellera | Shocker                  | Tarzan Boy                    | Distrito Federal | 2003  |
| Cabellera | Shocker                  | Scorpio Jr.                   | Jalisco          | 2004  |
| Cabellera | Shocker                  | Scorpio Jr.                   | Estado de México | 2004  |
| Cabellera | Shocker                  | Bestia Salvaje                | Tamaulipas       | 2004  |
| Cabellera | Shocker                  | Halloween                     | Baja California  | 2004  |
| Cabellera | Shocker                  | Violencia                     | Distrito Federal | 2005  |
| Cabellera | Shocker                  | Sangre Chicana                | Jalisco          | 2005  |
| Cabellera | Shocker & Universo 2000  | Marco Corelone & Kenzo Suzuki | Distrito Federal | 2006  |
| Cabellera | Shocker & Lizmark Jr.    | Rey Bucanero & Black Warrior  | Distrito Federal | 2007  |
| Cabellera | Shocker                  | Toscano                       | Distrito Federal | 2008  |
| Cabellera | Rush                     | Shocker                       | Distrito Federal | 2014  |

Un dato:
Antes de ingresar como profesional a la lucha libre, Shocker estuvo enrolado al Cuerpo de Marines de los Estados Unidos (USMC) entre finales de los ochenta y principios de los noventa. De hecho la exposición fotográfica del Consejo Mundial de Lucha Libre (CMLL), que se encuentra en la estación del Metro Centro Médico (Línea 3 y 9 del metro), cuenta con una fotografía suya luciendo el uniforme de gala de los Marines.
El luchador se ha visto envuelto en varios escándalos. El primero, en 2017, tras ser detenido por causar destrozos en un hotel de la Ciudad de México; el segundo, en 2022, al ser nuevamente detenido en el Estado de Chiapas, por escandalizar en la vía pública.
En el 2013 participó en el programa La Isla, el reality, donde fue el segundo eliminado.